# سرزمین جنوبگان

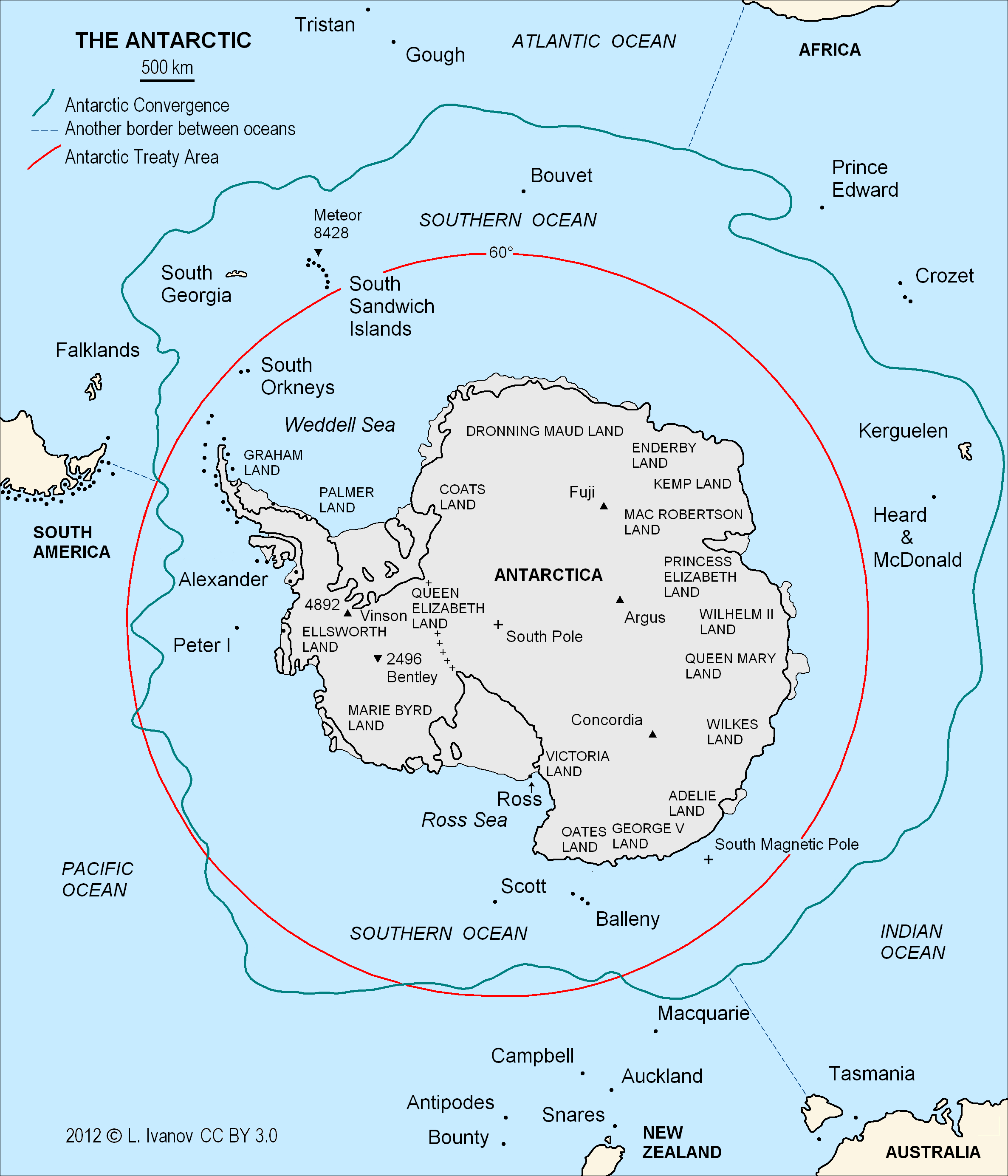
منطقه جنوبگان با همگرایی جنوبگان (Antarctic Convergence) (آبی‌رنگ) و مدار 60 درجه جنوبی (قرمزرنگ)

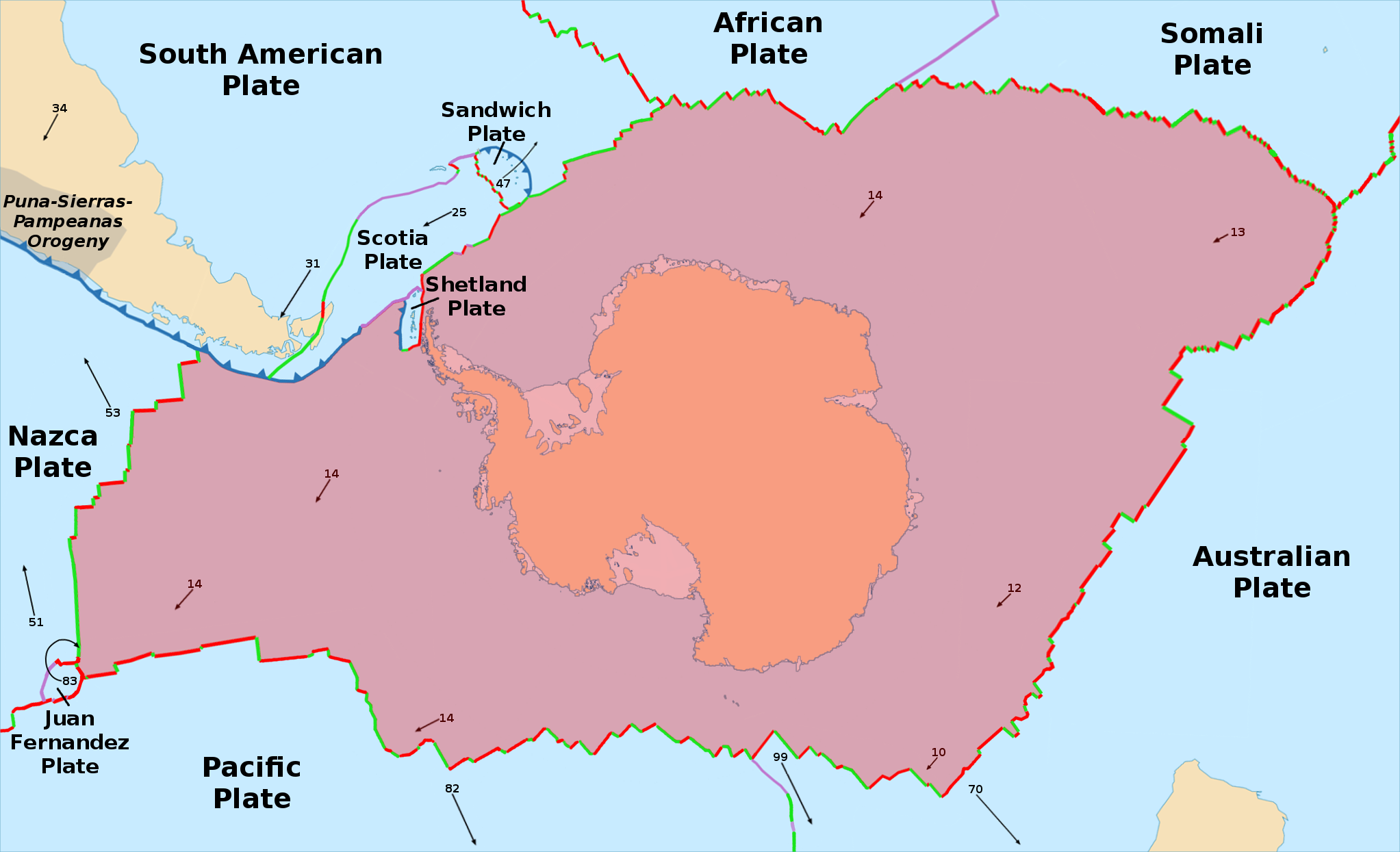
صفحه جنوبگان

سرزمین جنوبگان سرزمینی قطبی است که در واقع در پیرامون قطب جنوب قرار گرفته‌است. این منطقه در مقابل شمالگان که در پیرامون قطب شمال است، واقع شده‌است. سرزمین جنوبگان شامل قاره جنوبگان، صخره‌های یخی، آب و مناطق جزیره‌ای که در اقیانوس منجمد جنوبی (واقع شده در دایرهٔ قطبی جنوب) قرار دارد، است.